# Esarcus abeillei
Esarcus abeillei is een keversoort uit de familie boomzwamkevers (Mycetophagidae). De wetenschappelijke naam van de soort werd in 1869 gepubliceerd door César Marie Félix Ancey.